# TQL 스타디움
TQL 스타디움(TQL Stadium)은 미국 오하이오주 신시내티에 위치한 축구 전용 경기장이다. MLS FC 신시내티의 홈경기장으로 사용하고 있다.